# El pequeño Leo da Vinci
El pequeño Leo da Vinci es una colección de libros infantiles escrita por Christian Gálvez y Marina G. Torrus. Comenzada en 2014 y terminada en 2016, está publicada por la editorial Alfaguara.
Las ilustraciones están a cargo de Paul Urkijo Aliño.
La serie se desarrolla en un supuesto Renacimiento pero con elementos de la época actual.
Al final de cada libro hay pasatiempos y alguna receta de cocina.
La idea general es similar a la de la serie británica de 2011 Leonardo.

## Personajes
- Leo da Vinci: Es un niño de 8 años que vive con sus abuelos en Florencia. Su mayor afición es inventar artilugios y su sueño es poder volar. Tiene dos mascotas, el perro Macaroni y el pájaro Spaghetto.
- Miguel Ángel: (Inspirado en Miguel Ángel Buonarroti) El mejor amigo de Leo, es duro como una piedra y tiene un carácter explosivo.
- Lisa: (Inspirada en la Mona Lisa) La chica más lista de Florencia.
- Rafa: (Inspirado en Rafael Sanzio) El más pequeño del grupo. Es creativo y un poco detective.
- Boti: (Inspirado en Sandro Botticelli) Gran futbolista y aspirante a chef de cocina.
- Chiara: (Inspirada en Chiara Matraini) La mejor amiga de Lisa, es algo mandona y gamberra.
- Machiavelo: (Inspirado en Nicolás Maquiavelo) El enemigo de la pandilla.
- Antonio y Lucía: Los abuelos de Leo, siempre se preocupan cuando se mete en líos.
- Isa: (Inspirada en Isabel la Católica) Una integrante honorífica de la pandilla. Aparece en el noveno libro.
- Cristóbal: (Inspirado en Cristóbal Colón) Un pequeño marinero que sueña con llegar a las Indias. Aparece en el noveno libro.

## Títulos de la colección
1. Las deportivas mágicas (2014)
2. ¡Han robado el cuadro de Lisa! (2014)
3. Los piratas fantasma (2014)
4. El misterio de las máscaras venecianas (2015)
5. Los juegos olímpicos (2015)
6. La momia desmemoriada (2015)
7. ¡Un halloween de miedo! (2015)
8. El arca misteriosa (2016)
9. Hasta las Indias y más allá (2016)
10. Los 47 ronin (2016)